# Astrid von Schlachta
Astrid von Schlachta (* 1970 in Frankfurt am Main) ist eine deutsche Neuzeithistorikerin und Kirchenhistorikerin. Von Schlachta ist seit 2015 Privatdozentin an der Universität Regensburg und seit 2021 wissenschaftliche Mitarbeiterin an der Arbeitsstelle Theologie der Friedenskirchen der Universität Hamburg.

## Leben
Von Schlachta besuchte Schulen in Frankfurt am Main und in Schwalbach am Taunus. Von 1990 bis 1992 absolvierte sie eine Ausbildung als Industriekauffrau. Anschließend begann sie ein Studium der Geschichte und Germanistik an der Universität Innsbruck. 1997 beendete sie das Studium als Magister der Philosophie. Ihre Diplomarbeit mit dem Thema Die Briefe der Hutterischen Täufer im 16. Und 17. Jahrhundert schloss sie bei Professor Heinz Noflatscher ab. 2002 promovierte von Schlachta im Fach Geschichte an der Universität Innsbruck bei Heinz Noflatscher. Der Titel ihrer Dissertation war Gehorsame Untertanen – unbequeme Siedler. Die Hutterer von 1578 bis 1619. Ihre Arbeit wurde ein Jahr später als Hutterische Konfession und Tradition (1578-1619). Etabliertes Leben zwischen Ordnung und Ambivalenz in der Reihe Veröffentlichungen des Instituts für Europäische Geschichte Mainz als Band 198 veröffentlicht. Im Jahr 2016 habilitierte sie sich an der Universität Regensburg mit der Habilitationsschrift Jedem Ländchen schlägt ein Stündchen? Ostfriesland, Tirol und Dithmarschen zwischen ständischer und frühparlamentarischer Verfassung.
Von 2006 bis 2008 war Schlachta wissenschaftliche Mitarbeiterin in Forschung und Lehre am Institut für Geschichte und Ethnologie der Universität Innsbruck. Von 2008 bis 2012 war sie als wissenschaftliche Mitarbeiterin in Forschung und Lehre am Institut für Geschichte und Ethnologie mit dem Kernfach Neuzeit an der Universität Innsbruck tätig. Daraufhin wechselte von Schlachta zunächst als wissenschaftliche Mitarbeiterin an den Lehrstuhl Neuere Geschichte (Frühe Neuzeit) an der Universität Regensburg, wo sie seit 2015 als Privatdozentin tätig ist. 2016 übernimmt sie die wissenschaftliche Leitung der Mennonitischen Forschungsstelle Weierhof. Außerdem ist sie seit 2021 als wissenschaftliche Mitarbeiterin an der Arbeitsstelle Theologie der Friedenskirchen der Universität Hamburg tätig.
Von Schlachta übernahm zahlreiche Ehrenämter. Seit 2001 ist sie Mitglied im Editorial Board der Studies in Anabaptist ans Mennonite History. Unter ihrer wissenschaftlichen Leitung wurde 2008 im Museumsdorf Niedersulz in Niederösterreich das Täufermuseum Niedersulz eröffnet. Von 2009 bis 2013 war sie Mitglied des Wissenschaftlichen Beirats des Mennonitischen Geschichtsvereins, wo sie seit 2013 erste Vorsitzende ist. Seit 2019 sitzt Astrid von Schlachta im Vorstand der Arbeitsgemeinschaft Mennonitischer Gemeinden in Deutschland. Außerdem ist sie seit 2018 erste Vorsitzende des Vereins 500 Jahre Täuferbewegung 2025. Im Jahr 2025 organisiert von Schlachta verschiedene Veranstaltungen und hält Vorträge zum Gedenkjahr der Täuferbewegung.
Ihre Forschungsschwerpunkte sind die Religions- und Kirchengeschichte, Geschichte der Täufer und der Konfessionalisierung, Pietismus und Mystik, die Geschichte der politischen Ideen und der politischen Kommunikation, Beziehungen Landstände und Landesfürsten in der Frühen Neuzeit, Transformation von der ständischen Gesellschaft zum Parlamentarismus sowie Frauen im politischen Kontext und Frauen in religiösen Bewegungen. Von Schlachta ist Autorin, Übersetzerin und Herausgeberin zahlreicher Fachveröffentlichungen sowie Mitautorin der Mennonitischen Geschichtsblätter und des Mennonitischen Lexikons.

## Veröffentlichungen (Auswahl)

### Autorin
- Täufer. Von der Reformation ins 21. Jahrhundert. Narr Francke Attempto, Tübingen 2020, ISBN 978-3-8252-5336-3.
- Die Täufer in Thüringen. Von wehrhaften Anfängen zur wehrlosen Gelassenheit. Vopelius, Jena 2017, ISBN 978-3-939718-32-1.
- Alles Mythos! 20 populäre Irrtümer über Preußen. Theiss, Darmstadt 2014, ISBN 978-3-8062-2712-3.
- Gefahr oder Segen? Die Täufer in der politischen Kommunikation. V & R Unipress, Göttingen 2009, ISBN 978-3-89971-758-7.
- Hutterische Konfession und Tradition (1578−1619). Etabliertes Leben zwischen Ordnung und Ambivalenz. (Dissertationsschrift), Zabern, Mainz 2003, ISBN 978-3-525-10034-9.

### Herausgeberin
- Täuferisches Leben in Bayern. Eine Spurensuche. mit Nicole Grochowina, Evangelische Verlagsanstalt, Leipzig 2023, ISBN 978-3-374-07213-2.
- Abseits der Front. Alltag einer jungen Frau 1936−1945. Das Tagebuch der Elisabeth Horsch. mit Helmut Suttor, Mennonitiischer Geschichtsverein, Bolanden-Weierhof 2018, ISBN 	978-3-921881-18-7.
- Schweizer Brüder in fremder Heimat. Mennoniten im Kraichgau. mit Diether Götz Lichdi und Bernd Röcker, Mennoniten im Kraichgau, Bolanden-Weierhof / Sinsheim 2018, ISBN 978-3-921881-17-0.
- Mennoniten in der NS-Zeit. Stimmen, Lebenssituationen, Erfahrungen. mit Marion Kobelt-Groch, Mennonitiischer Geschichtsverein, Bolanden-Weierhof 2017, ISBN 978-3-921881-02-6.
- Reichsstadt – Reich – Europa. Neue Perspektiven auf den Immerwährenden Reichstag zu Regensburg (1663−1806). mit Harriet Rudolph, Schnell + Steiner, Regensburg 2015, ISBN 978-3-7954-2972-0.